# マリア・ピア・デ・ヴィト
マリア・ピア・デ・ヴィト（Maria Pia De Vito、1960年8月17日 - ）は、イタリアのジャズ歌手、作曲家、編曲家。

## 略歴
イタリアのナポリ出身で、クラシック音楽、オペラ、イタリアン・フォーク・ミュージックを学んだ。1976年に歌手、ギタリスト、ピアニストとしてフォークソングを演奏した。1980年には、アート・アンサンブル・オブ・シカゴ、マイケル・ブレッカー、ユリ・ケイン、ピーター・アースキン、パオロ・フレス、ビリー・ハート、マリア・ジョアン、グエン・レ、デイヴ・リーブマン、ブルーノ・トンマーゾ、ジャンルイージ・トロヴェシ、スティーヴ・トゥーレ、ミロスラフ・ヴィトウス、ジョー・ザヴィヌルなどのジャズ・ミュージシャンと共演。1980年代にはトゥーツ・シールマンスやマイク・スターンと共演した。1990年代にはアルバム『Nauplia』と『Fore Paese』でリタ・マルコチュリとコラボレーションした。イギリスの作曲家コリン・タウンズやピアニストのジョン・テイラーともよく共演している。

## ディスコグラフィ

### リーダー・アルバム
- Nauplia (1995年、Egea) ※with リタ・マルコチュリ
- Fore Paese (1996年、PoloSud)
- Triboh (1998年、PoloSud) ※with アルト・トゥンクボヤシヤン、リタ・マルコチュリ
- Phone (1998年、Egea)
- Verso (2000年、Provocateur)
- Nel Respiro (2002年、J SHP)
- Tumulti (2003年、Il Manifesto) ※with パトリス・エラル
- So Right (2005年、CAM Jazz) ※with ダニーロ・レア
- Jazzitaliano Live 2007 (2007年、Casa Del Jazz)
- Dialektos (2008年、Parco Della Musica) ※with ヒュー・ウォーレン
- O Pata Pata (2011年、Parco Della Musica) ※with ヒュー・ウォーレン
- Il Pergolese (2013年、ECM) ※with フランソワ・クチュリエ
- Lazy Songs (2016年、Casa Del Jazz) ※with エンゾ・ピエトロパオリ
- Core (2017年、Via Veneto Jazz)
- Moresche e Altre Invenzioni (2018年、Parco Della Musica)

### 参加アルバム
- ピエトロ・トノーロ : Un Veliero All'Orizzonte (1997年、Egea)
- コリン・タウンズ : Still Life (1998年、Provocateur)
- コリン・タウンズ : Dreaming Man with Blue Suede Shoes (1999年、Provocateur)
- デヴィッド・リンクス : One Heart, Three Voices (2005年、E-motive)
- ジョルジョ・ガスリーニ : Il Brutto Anatrocolo (2008年、Time in Jazz)
- ギンガ : Porto Da Madama (2015年、Selo Sesc)